# Otiš
Pour les articles homonymes, voir Otis.
Otiš (en serbe cyrillique : Отиш) est un village de Bosnie-Herzégovine. Il est situé dans la municipalité de Sanski Most, dans le canton d'Una-Sana et dans la fédération de Bosnie-et-Herzégovine. Selon les premiers résultats du recensement bosnien de 2013, il compte 18 habitants.

## Démographie

### Évolution historique de la population dans la localité
| 1948 | 1953 | 1961 | 1971 | 1981 | 1991 | 2013 |
| ---- | ---- | ---- | ---- | ---- | ---- | ---- |
| -    | -    | 596  | 481  | 387  | 271  | 18   |

|  |

### Répartition de la population par nationalités (1991)
En 1991, les 271 habitants du village étaient tous serbes.